# Le Conquet
Le Conquet is een gemeente in het Franse departement Finistère, in de regio Bretagne. De plaats maakt deel uit van het arrondissement Brest. Le Conquet telde op 1 januari 2022 2.814 inwoners.
In de Middeleeuwen was Le Conquet een handelshaven van waaruit zout en wijn werden verscheept.  Er werden militaire versterkingen gebouwd om de haven te beschermen. Het is nog steeds een drukke haven met verbindingen naar de eilanden Ouessant en Molène en vissersschepen.

## Bezienswaardigheden
- Fort de l'Îlette de Kermorvan
- Maison des Seigneurs (15e - 16e eeuw)

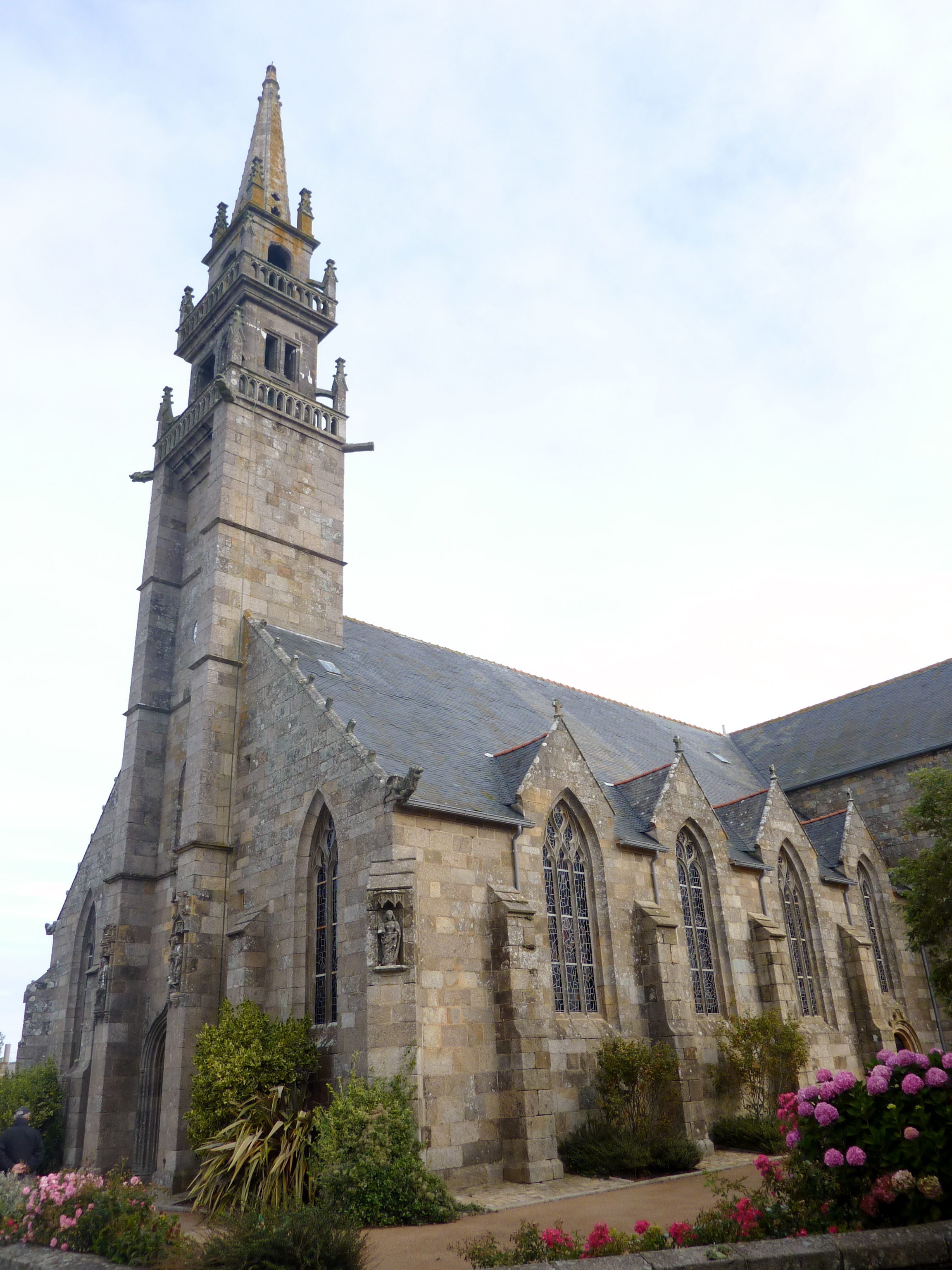
De kerk Sainte-Croix
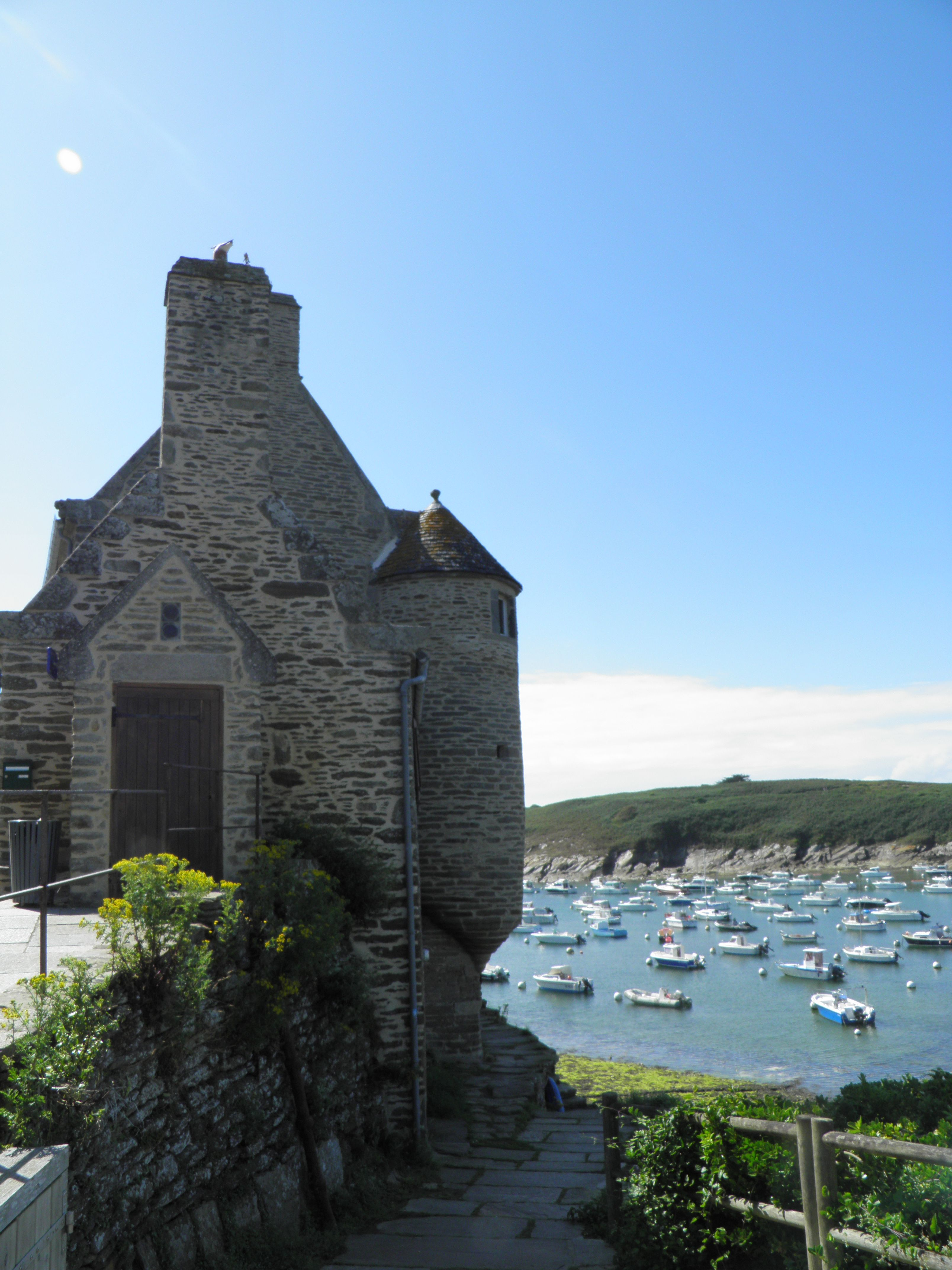
Maison des Seigneurs en de haven
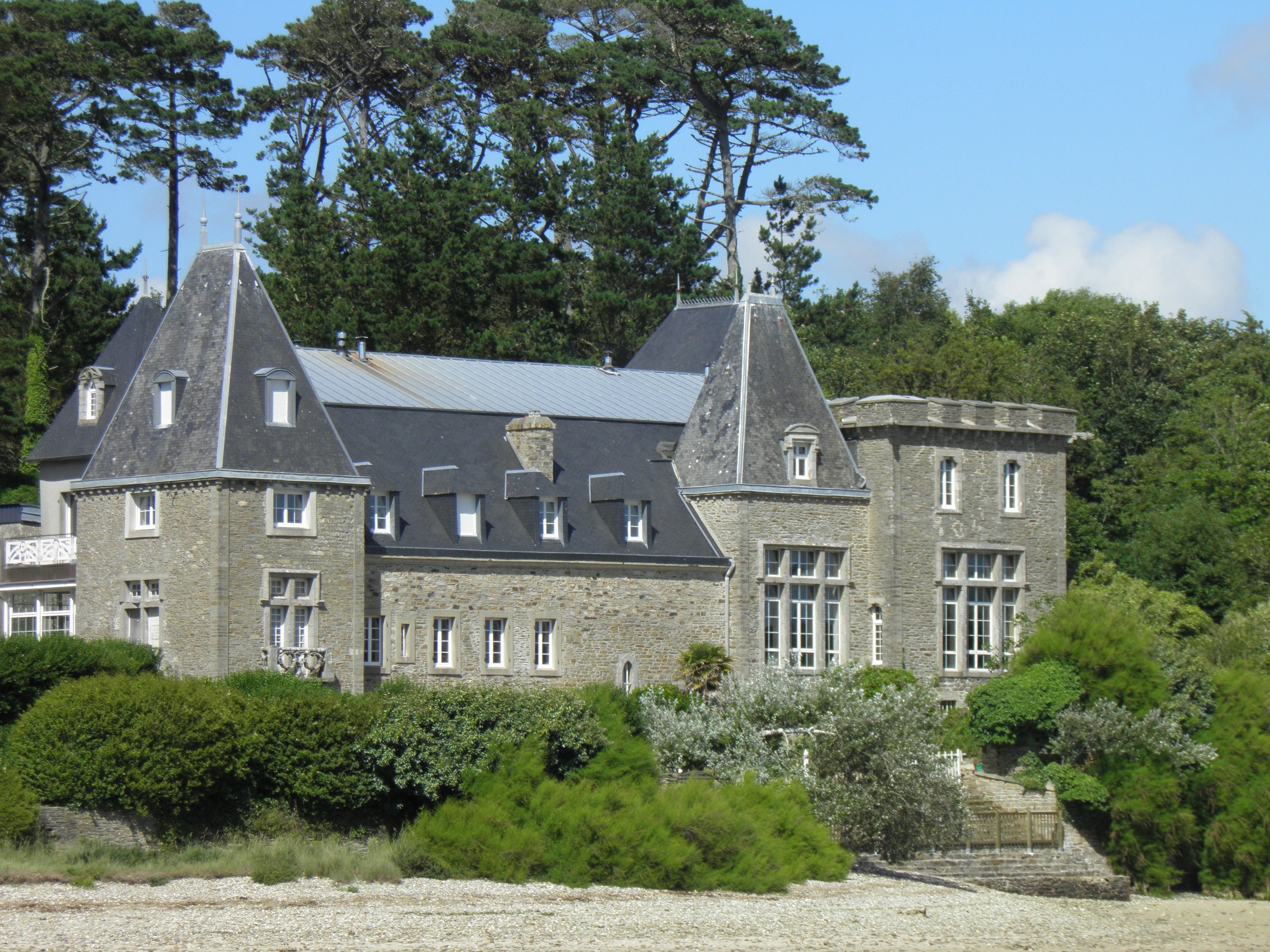
Manoir de Cosquiez
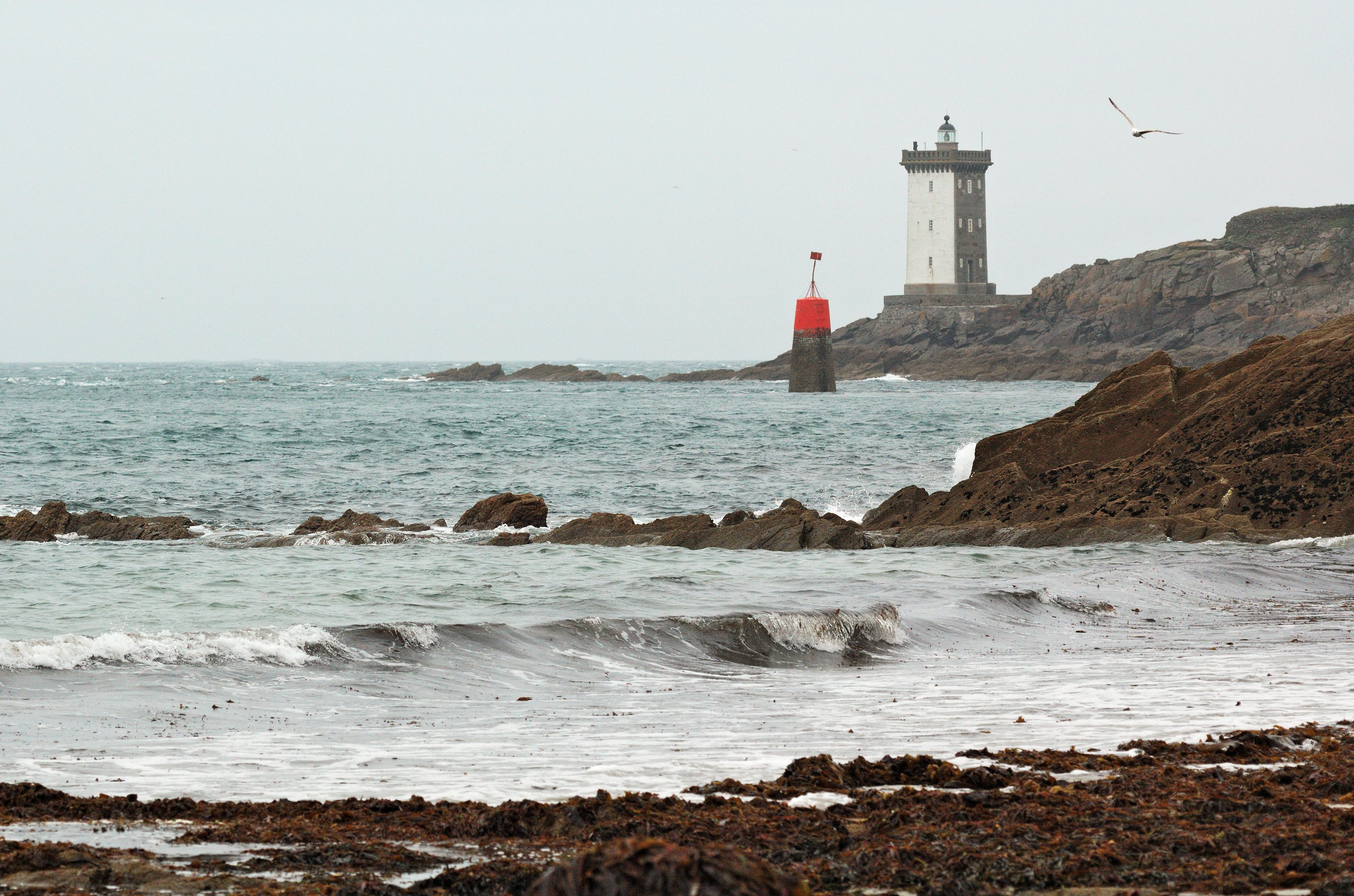
Vuurtoren van Kermorvan
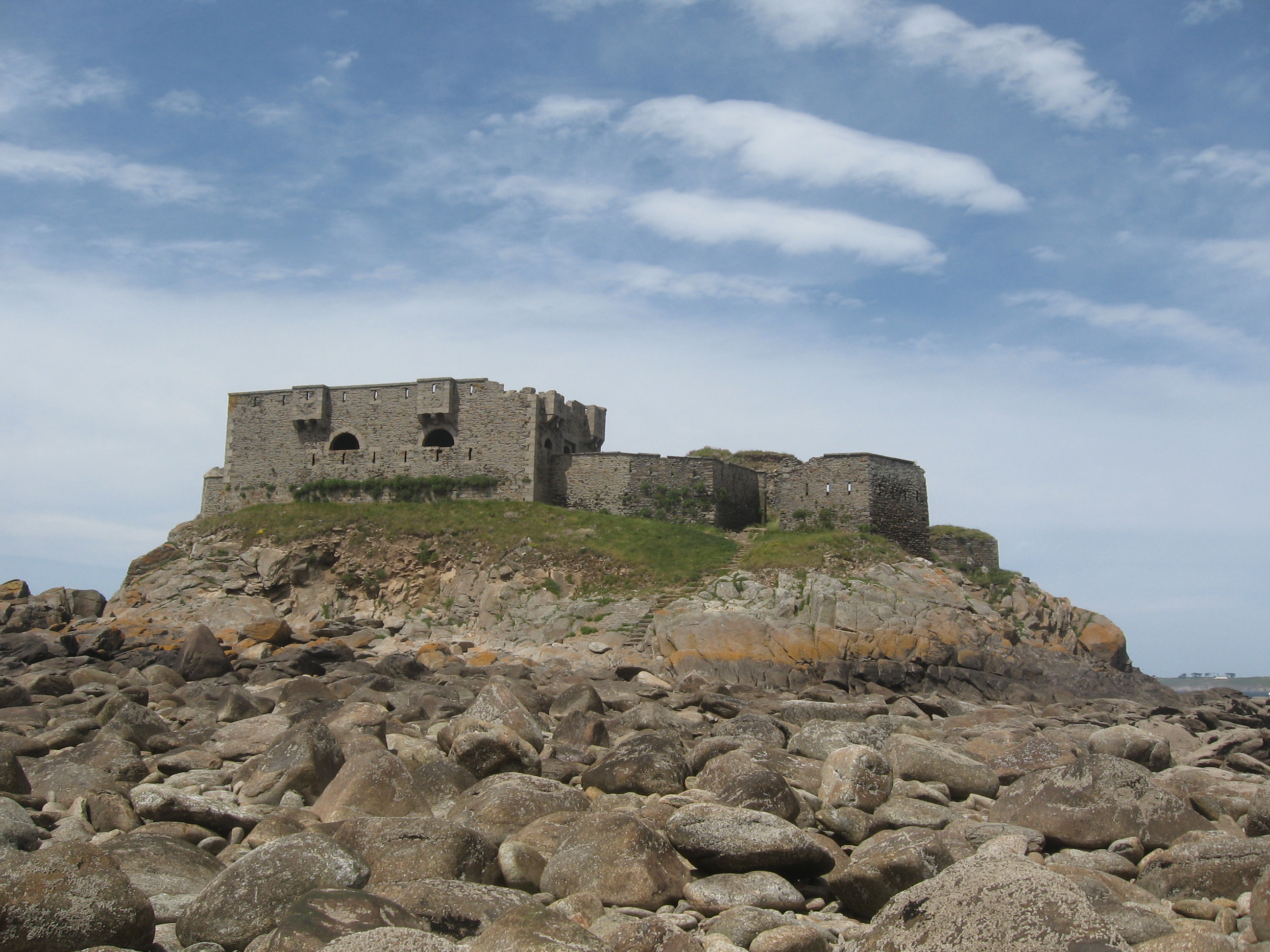
Fort de l'Îlette de Kermorvan bij laagtij

## Geografie
De oppervlakte van Le Conquet bedroeg op 1 januari 2022 8,45 vierkante kilometer; de bevolkingsdichtheid was toen 333 inwoners per km². De meeste kleine eilanden van de Molènearchipel, met uitzondering van het Île de Molène en de omringende eilanden (die vormen de gemeente Île-Molène), maken deel uit van de gemeente.

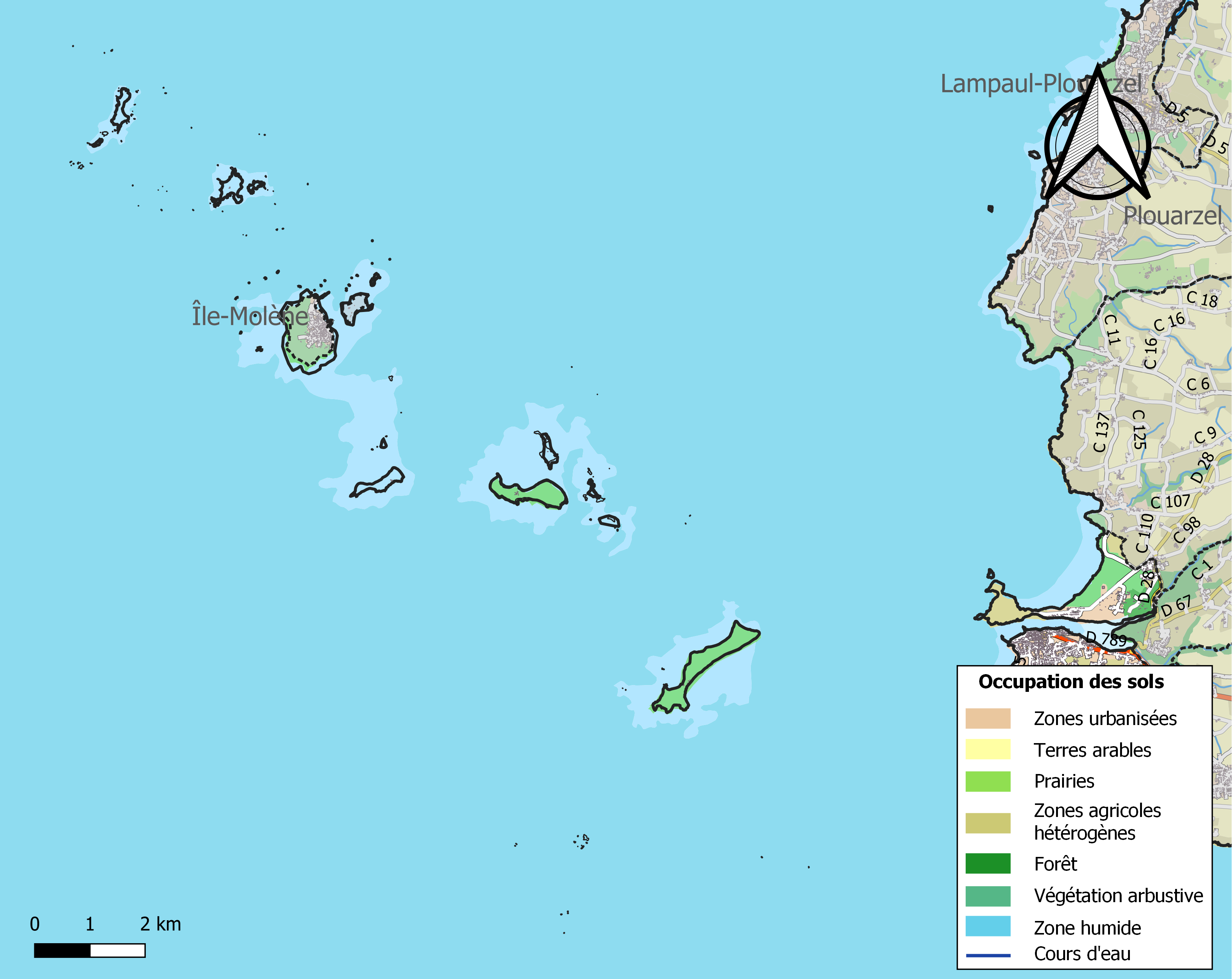
Kaart van de gemeente met belangrijkste infrastructuur, bodemgebruik en omliggende gemeenten

## Demografie
Onderstaande figuur toont het verloop van het inwonertal (bron: INSEE-tellingen).